# 상교정본자비도량참법 권7~10 (충청북도 유형문화재 제267호)
상교정본자비도량참법 권7~10(詳校正本慈悲道場懺法 卷七~十)은 충청북도 충주시에 위치해 있는 불경이다. 또한 상교정본자비도량참법 권7~10은 2005년 1월 7일에 충청북도의 유형문화재 제 267호로 지정되었다.

## 개요
표지는 없는 상태이나 권미에 '詳校正本慈悲道場懺法 第十'으로 되어 있어 책명을 알 수 있다. 권7의 10장부터 권10까지의 1책만 전한다. '자비도량참법'은 죽은자의 영혼을 천도하는데 쓰이는 불교의 의식집으로 彌勒佛의 夢感에 따른 자비도량을 梁武帝때 고승들이 찬수한 것으로 전한다. 이 책은 상교심정한 10권짜리 정본을 바탕으로 하여 1370년에 판각인출한 것을 그 후 조선시대에 중간한 것으로 보인다.

## 같이 보기
- 상교정본자비도량참법

## 참고 문헌
- 상교정본자비도량참법 권7~10 - 국가유산청 국가유산포털